# Суверенний дефолт
Суверенний дефолт (англ. Sovereign default) — невиплата країною зобов'язань по державних запозиченнях; банкрутство держави, що відбиває занепад більшості секторів економіки і приводить до неплатоспроможності за зовнішніми та внутрішніми борговими зобов'язаннями.
Виникає при нездатності або відмові уряду суверенної держави оплачувати борг у повному обсязі і може супроводжуватись офіційною декларацією уряду про відмову (англ. Repudiation), частковою оплатою боргових зобов'язань (англ. англ. Due receivables) або фактично припиненням виплат.